# Eugène Criqui
Eugène Criqui (* 15. August 1893 in Paris, Frankreich; † 7. Juli 1977) war ein französischer Boxer im Federgewicht.

## Profi
In seinen ersten beiden Profikämpfen boxte der Linksausleger nur unentschieden. Am 14. Februar 1912 wurde er französischer Meister. Im Juni 1923 boxte Criqui gegen den US-Amerikaner Johnny Kilbane um die universelle Weltmeisterschaft und besiegte ihn durch T.K.o in Runde 6. Allerdings verlor er den Gürtel bereits in seiner ersten Titelverteidigung am 6. Oktober desselben Jahres an Johnny Dundee durch eine einstimmige Punktrichterentscheidung.
Im Jahre 2005 fand Criqui Aufnahme in die International Boxing Hall of Fame.